# Carex stenophylla
Carex stenophylla är en halvgräsart som beskrevs av Göran Wahlenberg. Carex stenophylla ingår i släktet starrar, och familjen halvgräs.

## Underarter
Arten delas in i följande underarter:
- C. s. stenophylla
- C. s. stenophylloides

## Bildgalleri

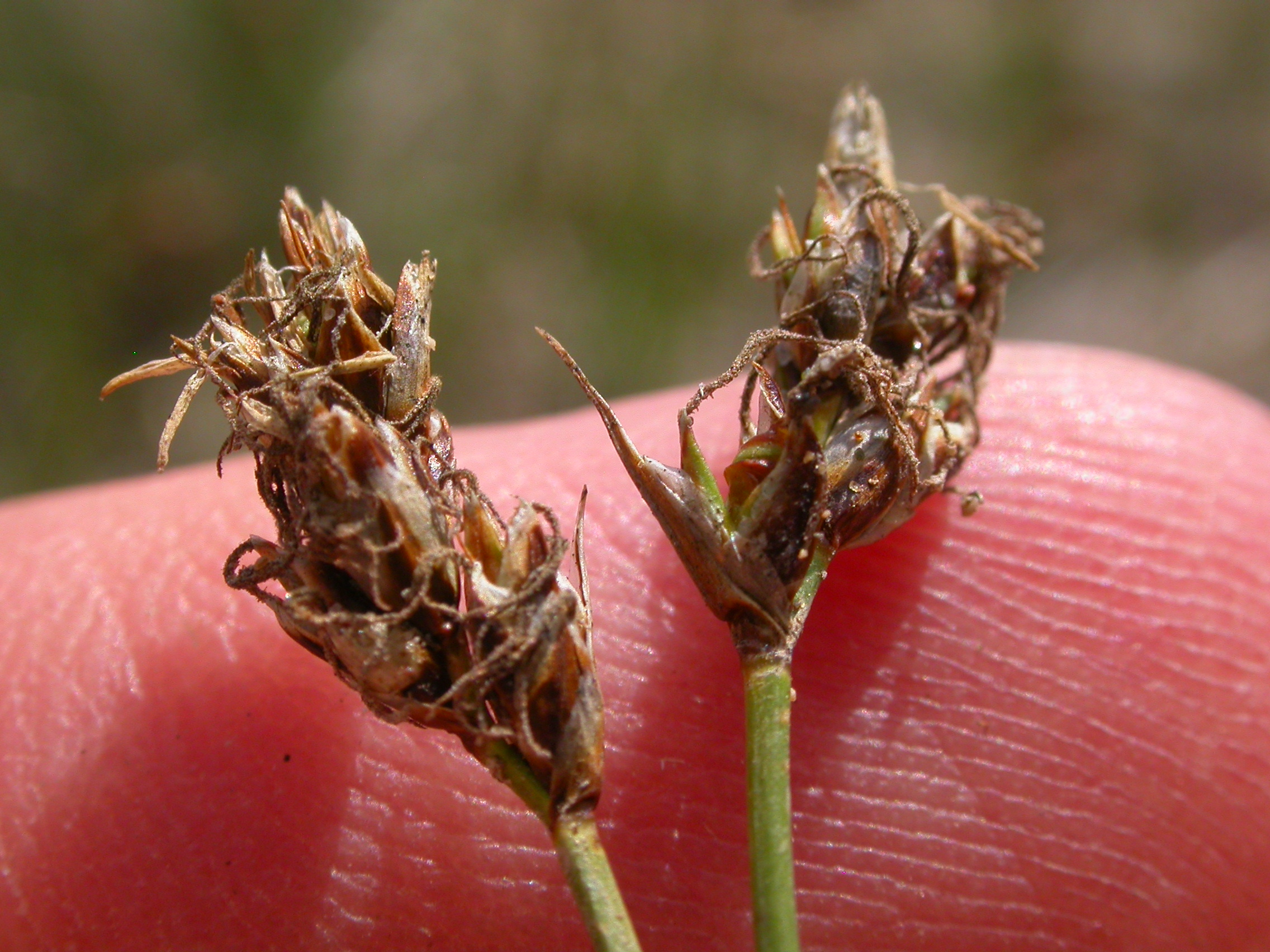
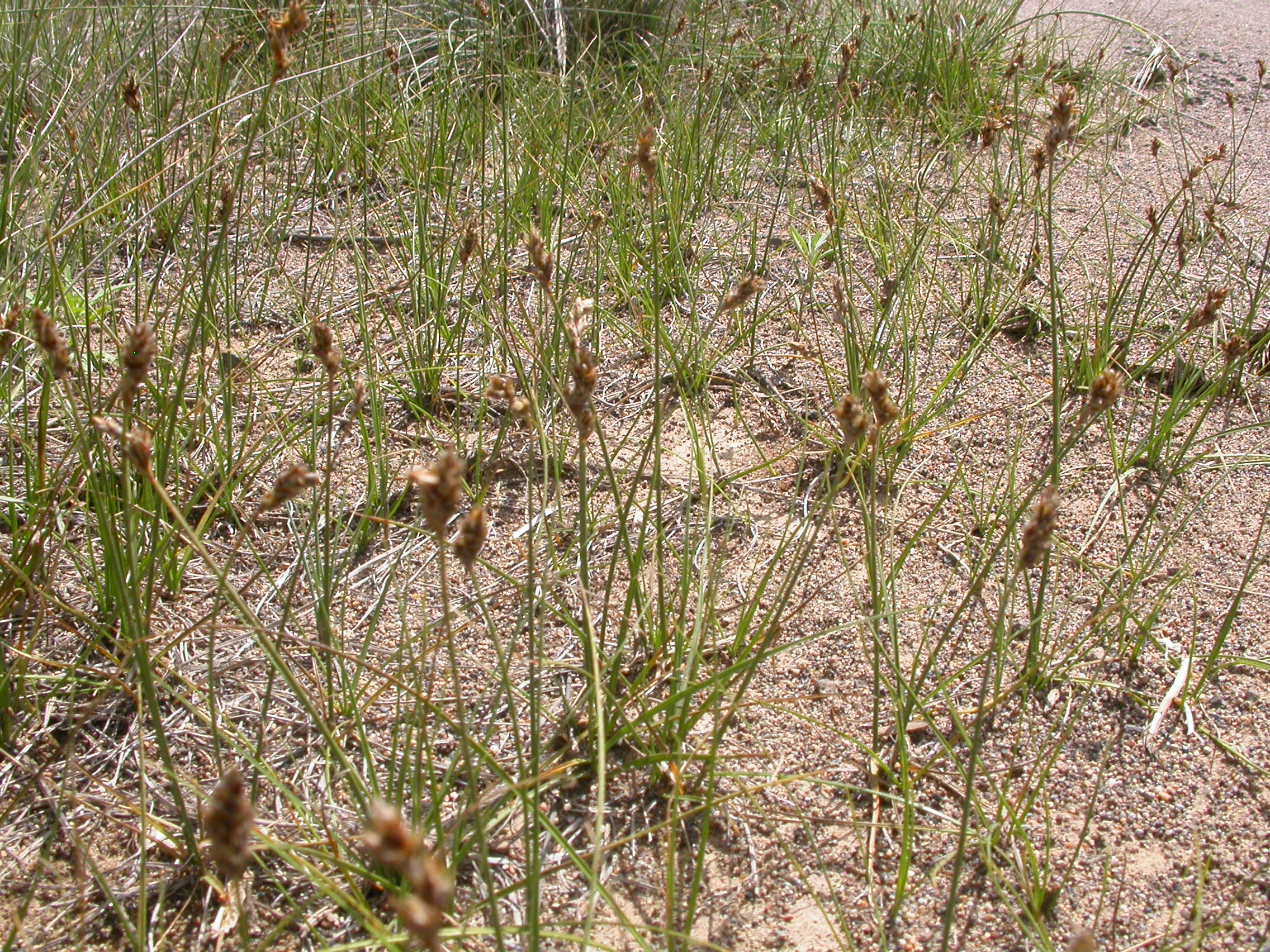
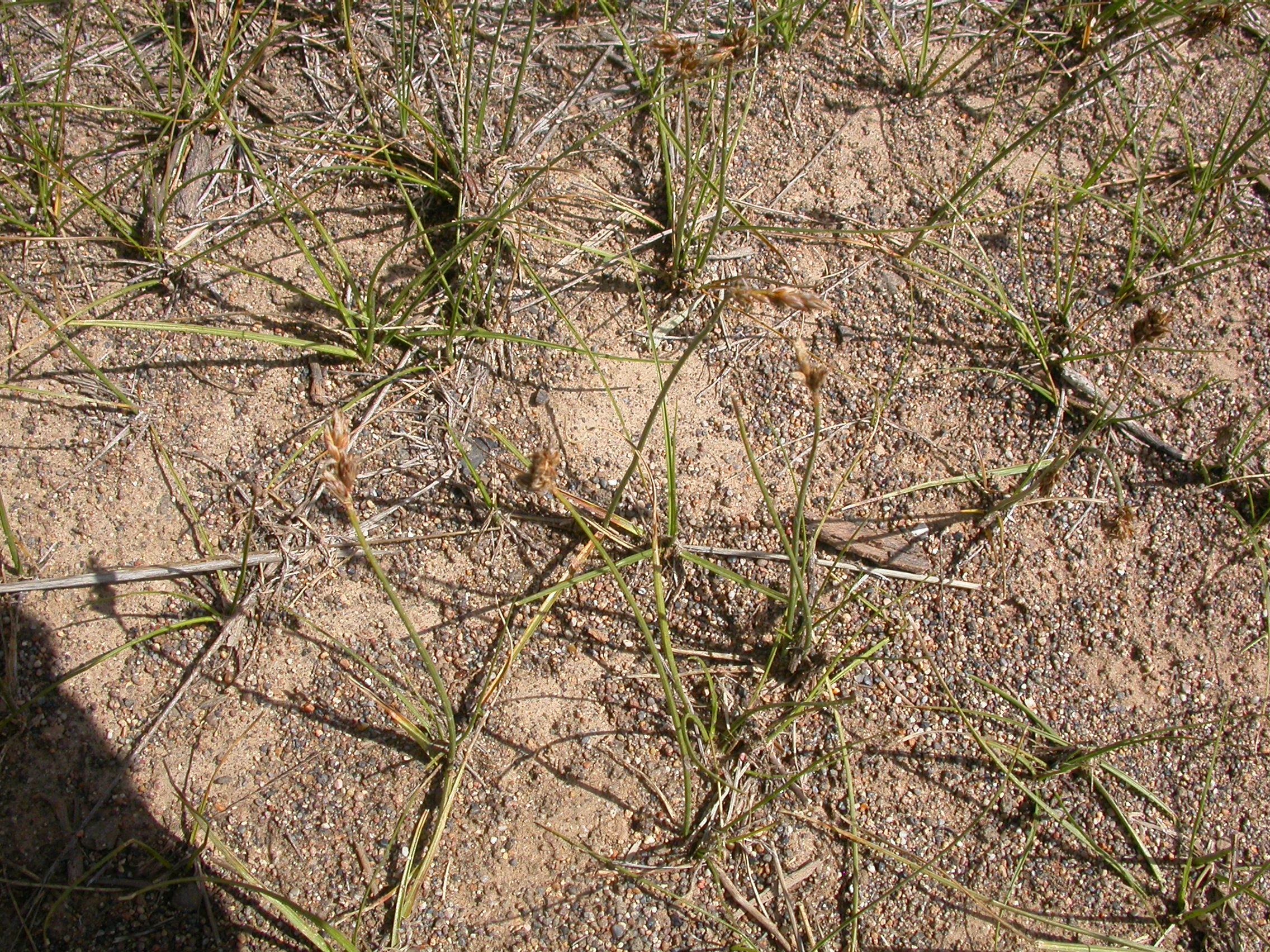
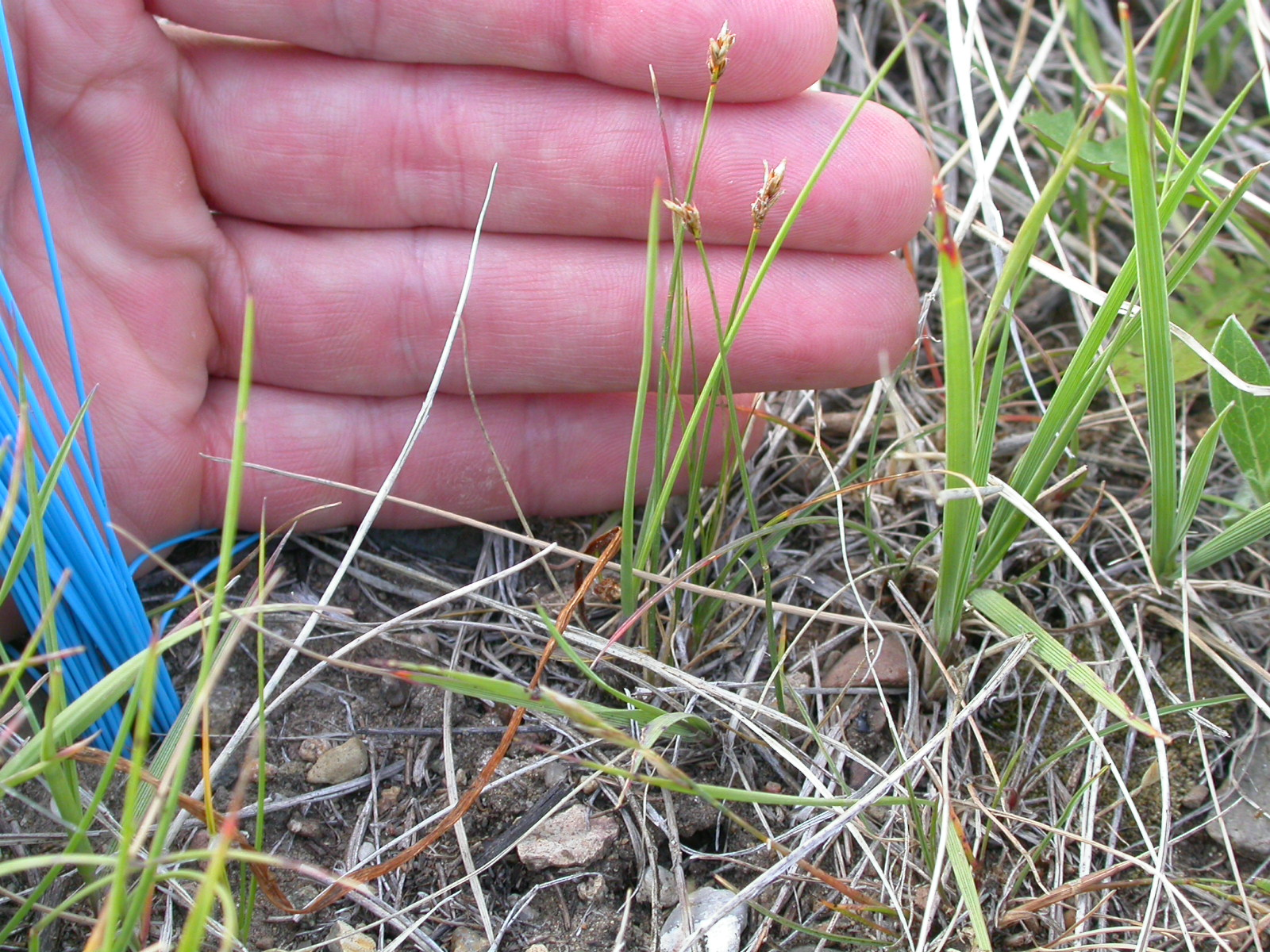